# Голиков, Александр Николаевич (хоккеист)
Александр Николаевич Голиков (26 ноября 1952, Пенза, РСФСР, СССР) — советский хоккеист, заслуженный мастер спорта СССР (1978). Игровое амплуа — нападающий.

## Биография
Воспитанник Пензенской детской спортивной школы профсоюзов «Труд» по хоккею с шайбой. В 1976 году окончил Коломенский педагогический институт.
Выступал за «Дизелист» (Пенза) (1967—1971), «Химик» (Воскресенск) (1971—1976), «Динамо» (Москва) (1976—1983).
По окончании карьеры — тренер. Работал главным тренером в юношеской, молодёжной сборных России, «Молоте-Прикамье» (1999 — тренер, гл. тренер), «Химике».
Член Правления и куратор конференции «Юг и Северный Кавказ» Ночной хоккейной лиги.
Подполковник КГБ.
Старший брат Владимира Голикова.

## Достижения
- Второй призёр ЗОИ 1980.
- Чемпион мира 1978, 1979, второй призёр ЧМ 1976, третий призёр ЧМ 1977. В ЧМЕ и ЗОИ — 36 матчей, 18 голов.
- Участник Кубка Канады 1976 (2 матча).
- Обладатель Кубка Вызова 1979 ( 3 матча 1 гол).
- Второй призёр чемпионатов СССР 1977—1980, третий призёр 1981—1983. В чемпионатах СССР — 385 матчей, 225 голов.
- Финалист Кубка СССР 1972, 1979.

## Награды
- Орден «Знак Почёта» (07.07.1978)
- Медаль ордена «За заслуги перед Отечеством» II степени (2011)
- Орден Почёта (6 июня 2023) — за высокие спортивные достижения, большой вклад в популяризацию отечественного спорта и активное участие в развитии физической культуры страны[1]